# Scriber
Ein Scriber (von lateinisch scribere „schreiben“) oder Beschriftungsgerät ist ein technisches Hilfsmittel, um technische Zeichnungen oder Baupläne schnell und rationell zu beschriften. In eine entsprechende Halterung am Scriber wird ein Tuschestift eingeschraubt. Über eine Tastatur lassen sich sodann Buchstaben und Zahlen auf die Zeichenfläche schreiben. Der Scriber ersetzt das mühsame Beschriften einer Zeichnung von Hand oder mit der Schablone. Durch die Verdrängung der technischen Zeichnung von Hand durch moderne CAD-Verfahren werden solche Geräte nur noch in kleinen Stückzahlen gebaut.

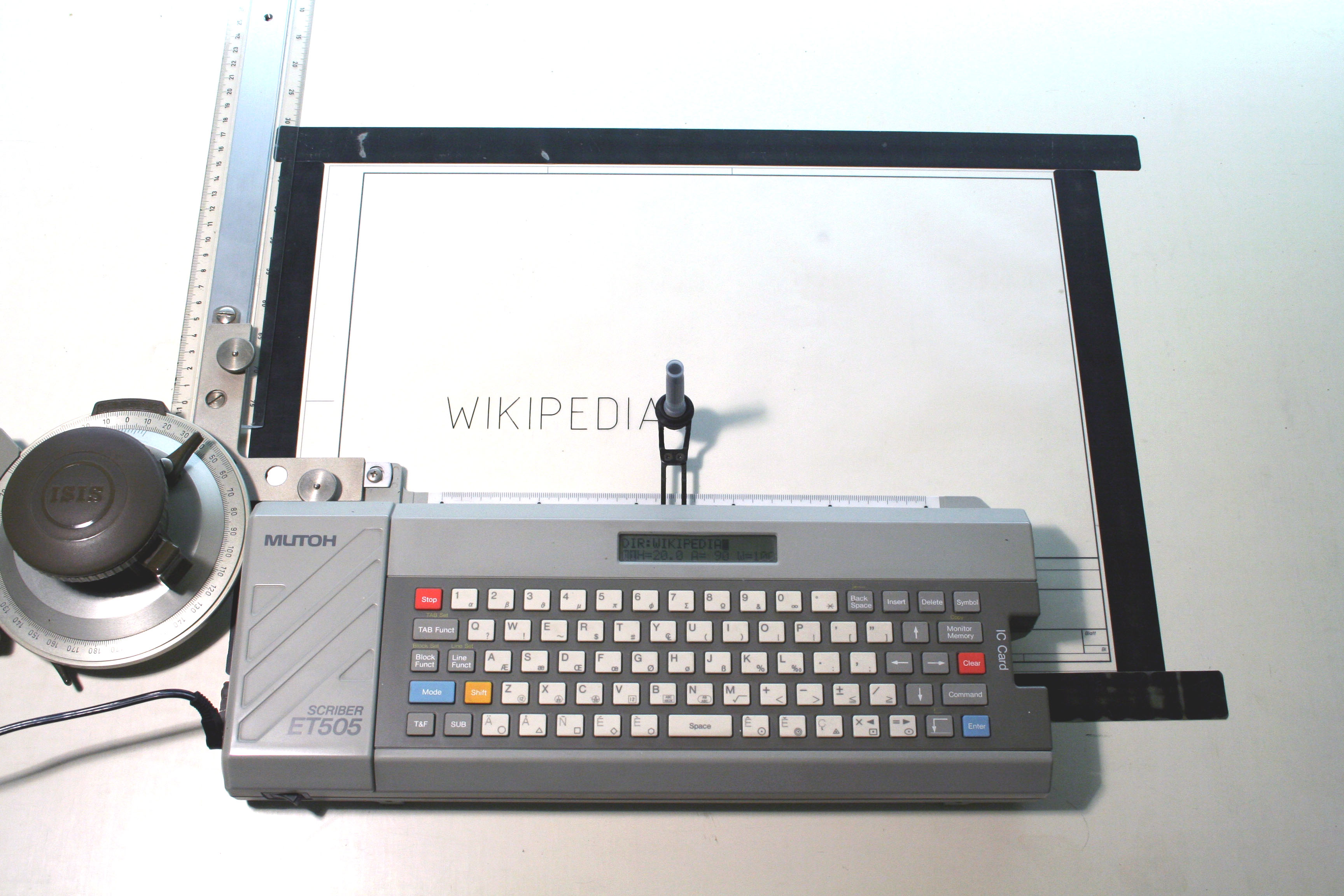
Darstellung eines Scribers am Zeichenkopf

## Funktionsweise und Anwendung
Der Scriber ist ein ca. 40 cm × 15 cm × 5 cm großes technisches Hilfsmittel zur Beschriftung von Zeichnungen. Auf der Oberseite des Scribers ist eine QWERTY-Tastur angebracht. Aus einem Schlitz an der Hinterseite des Gerätes ragt eine Aufnahme für einen Tuschestift heraus. Die meisten Scriber besitzen ein kleines Display, um die Eingaben besser kontrollieren zu können.
Tippt der Benutzer nun eine Taste, so bewegt sich die Aufnahme mit dem Tuschestift in der Form des getippten Buchstabens oder der getippten Zahl und hinterlässt auf der Zeichnung das gewünschte Zeichen. Es können Schriftgröße und Schriftgrad sowie die Lage variabel angepasst werden. Der Beschriftungsbereich entspricht dabei fast der Länge des Gerätes. Mit einem Adapter wird das Gerät am Zeichenkopf der Zeichenmaschine angeschraubt.
Der Scriber wird elektrisch betrieben und ist somit ein mechanisches, CNC-gesteuertes Beschriftungsgerät.
Für Scriber gibt es Erweiterungskarten mit Symbolbibliotheken für die Elektronik, die Elektrotechnik, den Maschinenbau und die Architektur. Manche Scriber können an den PC angeschlossen werden, so lassen sich eigene Symbolbibliotheken erstellen und Pläne damit beschriften. Um von der Stromversorgung per Kabel unabhängig zu sein gibt es für manche Modelle ein Akkupack.

## Geschichte
1980 entwickelte und vertrieb das Unternehmen Rotring (heute Sanford) ihren ersten Scriber als computergesteuerte Zeichnungsbeschriftungsmaschine NC-Scriber. In den darauf folgenden Jahren übernahmen weitere Unternehmen das Konzept.
Hersteller der Geräte waren unter Anderen: Rotring, Mutoh und Bigraph.

## Verwendung
In vielen Konstruktions- und Zeichenbüros wurde die Beschriftung mittels Scriber als große Arbeitserleichterung betrachtet und erfreute sich bald großer Beliebtheit, da die Beschriftung von Hand sehr mühselig und zeitraubend ist. Der Scriber wird auch heute noch in vielen Architekturbüros eingesetzt, da im Bereich der Architektur nach wie vor noch viele Pläne von Hand gezeichnet werden.
Es gibt spezielle Scriber mit entsprechenden Stiften um Kabelklemmen zu beschriften. Die EK-Team GmbH, die 1996 aus der Rotringgruppe hervorging, baut diese Geräte noch heute in Stückzahlen.

## Technik
Unter der Tastatur des Scribers befindet sich eine Platine mit dem Interpreter für die Tastatureingaben (ähnlich der Computertastatur) und der Steuereinheit für kleine Schrittmotoren. Diese erhalten ein Schrittsignal und bewegen meist über Gummizüge den Schreibarm. hierbei werden zwei synchrone Bewegungen, in x- und y-Richtung, ausgeführt. Die Bewegung in z-Richtung, also die Bewegung auf das Zeichenmedium erfolgt dabei über einen einfachen Steuermagneten.
Über einen nichtflüchtigen Speicher können eine begrenzte Anzahl vordefinierter Symbole eingespeichert und bei Bedarf wieder abgerufen werden. Um Gewicht zu sparen, wird der Transformator, für den benötigten Gleichstrom, in Form eines Adapters ausgelagert.

## Beispiel
Um das Wort WIKIPEDIA auf ein Blatt Papier zu schreiben, wird der Scriber auf das Papier in die gewünschte Richtung gestellt, sowie ein Zeichenstift in die Halterung am Scriber eingeschraubt. Tippt man nun W I K I P E D I A auf die Tastatur, so wird nach Eingabe der Enter-Taste der Schreibarm bewegt und die Schrift vom Tuschefüller erzeugt.